# Número atómico
Número atómico (português europeu) ou número atômico (português brasileiro) (Z) é um termo usado na física e na química, para designar o número de protões (português europeu) ou prótons (português brasileiro), encontrados no núcleo de um átomo. Num átomo com carga neutra, o número de elétrons é idêntico ao número atômico, ou seja, o número atómico e a identidade do átomo são iguais. O mesmo não acontece nos íons, átomos com falta ou excesso de elétrons nas últimas camadas.
A descoberta do número atômico foi associada ao físico britânico Henry Moseley, o qual conseguiu determinar a carga do núcleo atômico, e sabendo a carga, é possível determinar a quantidade de prótons em qualquer átomo.

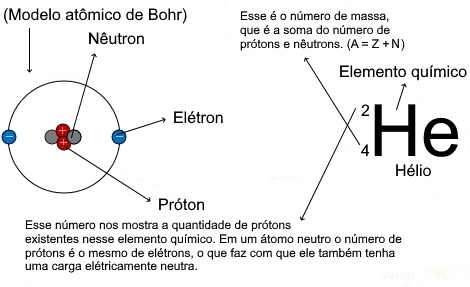
Uma explicação visual de número atômico. Número atômico é o número de prótons no núcleo atômico.

O número atômico é o que caracteriza cada elemento químico, ou seja, não existem átomos de elementos químicos diferentes com o mesmo número atómico, se têm o mesmo número atômico são o mesmo elemento.
Todos os átomos de cálcio possuem 20 prótons, portanto, o número atômico é igual a 20 e número de elétrons também, se não estiver fazendo nenhuma ligação.
Todos os átomos de magnésio possuem 12 prótons, portanto, número atômico é igual a 12 e número de elétrons também, se não estiver fazendo nenhuma ligação.
A convenção determina que, na representação do símbolo de um elemento, o número atômico deva estar à esquerda do símbolo na parte inferior:
Para o cálcio: 20Ca  e, para o magnésio: 12Mg.
Quando o átomo é neutro, ou seja, a quantidade de cargas positivas (prótons) é igual à quantidade de cargas negativas (elétrons), o número atômico indica também o número de elétrons.
Algumas convenções são adotadas para manipulação de dados com referência aos átomos:
A = Massa; Z = Número Atômico; n = número de neutrões.
Fórmula Geral:
Para a Massa: A=Z+n
e
Para o número de neutrões: n=A-Z
Exemplo:
Se um elemento tiver 118 neutrões e um número atómico de 79, para se descobrir o valor da massa e o número de neutrões faz-se:
Massa: A = 79 + 118, ou seja, A = 197. A massa é 197
Número de neutrões: N = 197 - 79, ou seja, n = 118. Verifica-se que o número de neutrões é 118.